# Ballyedmonduff
Das Wedge Tomb von Ballyedmonduff (irisch Baile Éamainn Duibh – auch als Giants Grave bekannt) liegt an einem Hang des Two Rock Mountain (irisch Binn Dá Charraig), in einem Wald nördlich von Glencullen im Süden des County Dublin in Irland. Wedge Tombs, früher auch „wedge-shaped gallery grave“ genannt, sind ein Typ von Megalithanlagen der späten Jungsteinzeit und der frühen Bronzezeit, der primär in der westlichen Hälfte der Insel verbreitet ist. Ballyedmonduff ist eines der östlichsten Vorkommen seiner Gattung. Es ist ein irisches National Monument.
Es hat eine selten belegte Aufteilung in Vorraum, Kammer und gut erhaltener Endkammer, die gemeinsam von der innen doppelten, außen einfachen weitestgehend erhaltenen keilförmigen Einfassung des mehrheitlich abgetragenen Steinhügels umgeben werden. Eine solche Konstellation findet sich ansonsten noch in Cashelbane im County Tyrone in Nordirland. Am südlichen Ende liegt ein langer Stein mit sieben Schälchen auf der Oberfläche. Diese Felskunst ist in der Regel mit der älteren neolithischen Kultur verbunden und wird auf Naturfelsen (Felsritzungen von Reyfad) gefunden. Der Stein kann aus einem Aufschluss stammen und an den Ort verbracht worden sein.
Die Funde in der 1940 ausgegrabenen und restaurierten Megalithanlage bestanden aus Keramik, Leichenbrand und Steinwerkzeugen.
Es gibt andere Megalithen in den Dubliner Bergen, darunter das Portal Tomb und die ähnlich stark gestörte Megalithanlagen von Kilmashogue und den Menhir von Glencullen.